# كلود ويستون
كلود ويستون (بالإنجليزية: Claude Weston)‏ هو سياسي نيوزلندي، ولد في 28 ديسمبر 1879 في نيوزيلندا، وتوفي في 10 نوفمبر 1946 في ويلينغتون في نيوزيلندا. حزبياً، نشط في الحزب الوطني في نيوزيلندا.